# Geomatyka
Geomatyka – dyscyplina naukowa i techniczna, zajmująca się zarządzaniem informacją geoprzestrzenną, łącznie z pozyskiwaniem, gromadzeniem, analizowaniem i przetwarzaniem, wizualizacją i dystrybucją informacji powiązanej geograficznie.